# Franco Lionello
Ambrogio Franco Lionello (Milano, 2 gennaio 1946 – Milano, 5 marzo 1988) è stato un cantante italiano.

## Biografia
Inizia la carriera di cantante dopo aver firmato un contratto con la Saint Martin Record, e pubblica i dischi usando il solo cognome.
Dopo aver partecipato negli anni sessanta a Settevoci e a Partitissima e nel 1967 al Festival di Zurigo con Se ognuno di noi (scritta da Gipo Farassino), cambia etichetta passando alla Style e nel 1970 partecipa a Canzonissima con Primi giorni di settembre, canzone inserita anche nella colonna sonora del film I due maghi del pallone di Mariano Laurenti, con Franco Franchi e Ciccio Ingrassia, film in cui Lionello recita nella parte dell'attaccante Tonino.
Nel 1971 partecipa a Un disco per l'estate con il brano Quinta stagione; l'anno successivo incide Aiace, scritta per lui da Roberto Vecchioni.
Ha partecipato al Festival di Sanremo 1973 con Straniera straniera  che si classificò al quindicesimo posto.
Passato alla Ariston Records, incise altri dischi con il nome completo. In seguito si allontana dalle scene.
Gravemente malato, muore il 5 marzo del 1988 a Milano 

## Discografia parziale

### 45 giri
- 1966 - Amore pensami/Vai se lo credi vai (Saint Martin Record, CAT 1011)
- 1968 - Finché il ricordo vivrà/Il tuo carattere (Saint Martin Record, CAT 1027)
- 1969 - Gelosia/La notte finirà (Style, stms 699)
- 1970 - Il tà tà tà/Fino a quando? (Style, stms 712)
- 1970 - La notte finirà/Fino a quando? (Style, stms 718; stesso lato B di stms 712)
- 1970 - Primi giorni di settembre/A questo mondo esisto anch'io (Style, stms 720)
- 1971 - Quinta stagione/Ti mando un fiore, ti mando il cuore (Style, stms 743)
- 1972 - Ajace/La nostra età (Arcobaleno Record, ARC NP 2072)
- 1973 - Straniera straniera/La nostra età (Arcobaleno Record, ARC NP 2076)
- 1975 - Nessuno al mondo/Diana (Ariston Records, AR 00711)